# Pump track

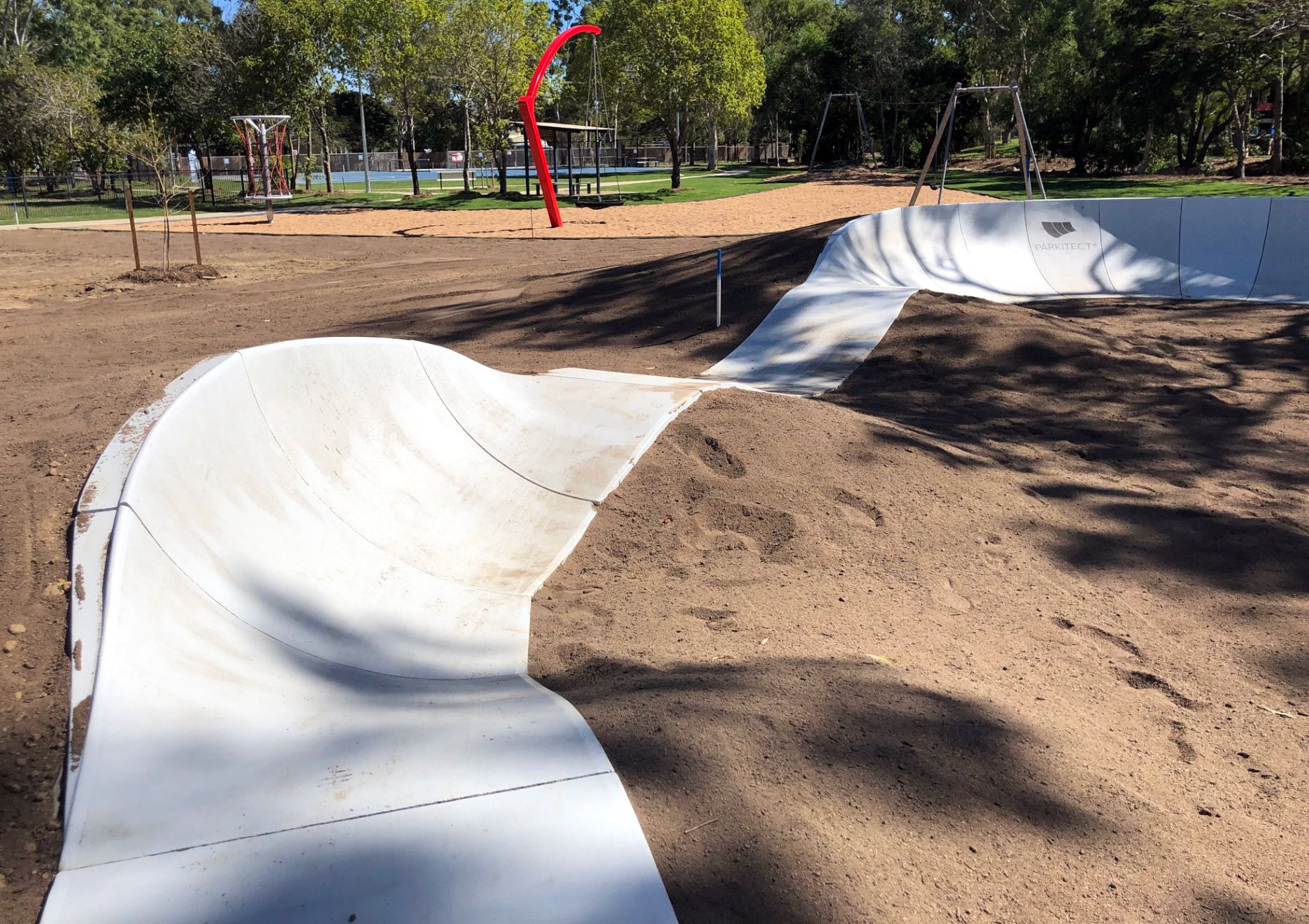
Pump track au Heatley Park de Townsville.

La pump track ou pumptrack est une piste en boucle, constituée de bosses et de virages relevés, qui peut être utilisée avec différents équipements sportifs, dont les VTT ou les BMX. Les matériaux possibles pour construire une pumptrack sont la terre, le béton, l’asphalte, le bois ou la fibre de verre. 

## Historique
Historiquement, une piste de pumptrack est destinée aux BMX et aux VTT. 

## Descriptif

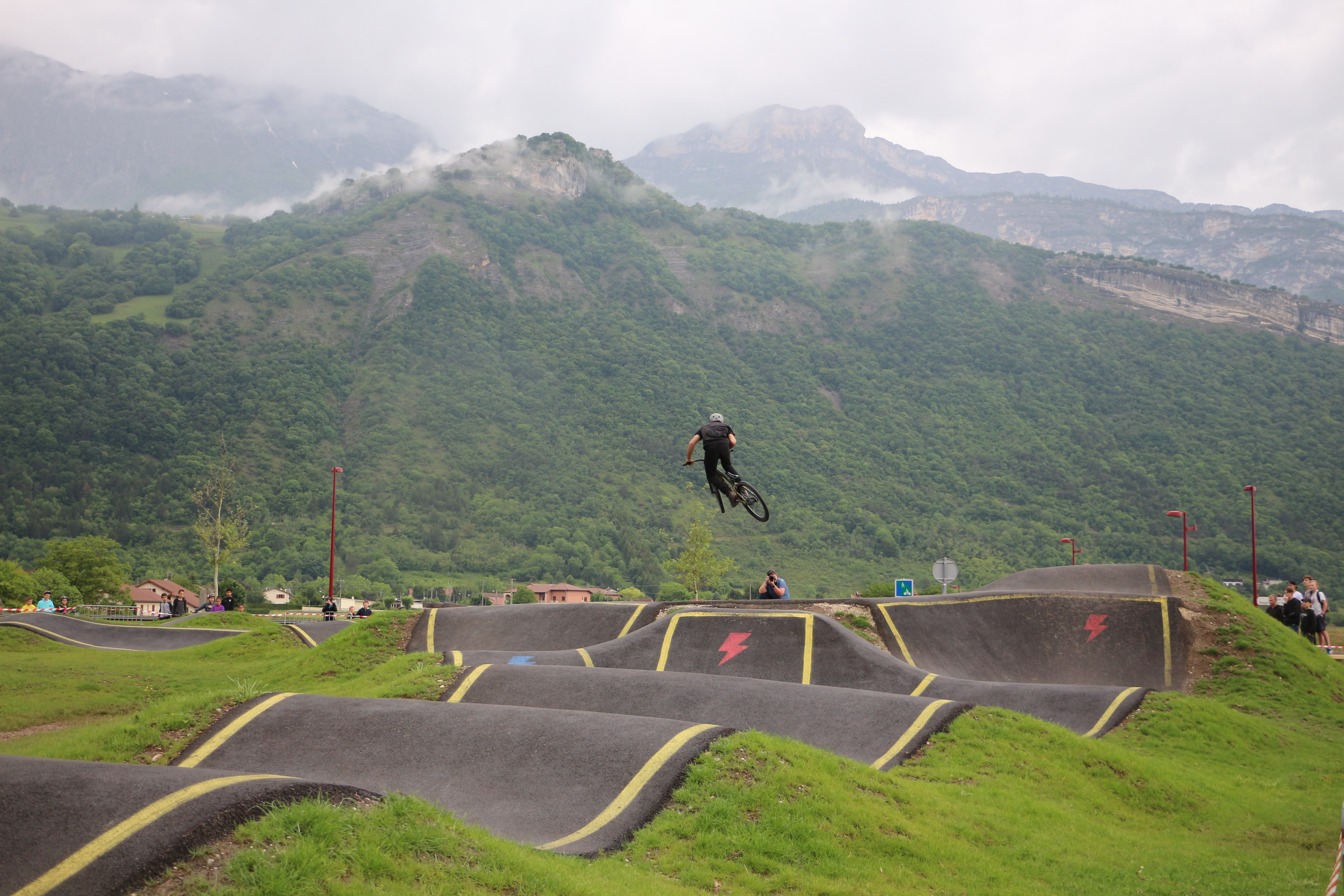
Le pumptrack de Vif, en Isère.

La piste est une succession de bosses et de virages relevés, agrémentée éventuellement de table à jump ou de transferts. 
Aucun besoin de pédaler sur une pumptrack, car on utilise les reliefs de la piste pour pomper grâce à l'action des bras et des jambes (flexion/extension).
Il existe plusieurs types de pumptracks : en terre, en enrobé, bois ou modulaire préfabriqué.
À l'instar d'un skatepark, les pumptracks en enrobé ou modulaires permettent l'accès à la piste à de nombreux sports de glisse, tel que le skateboard, les longboards, les rollers ou encore la trottinette. De plus en plus populaire en Europe[réf. nécessaire], la grande majorité des pumptracks en France sont en accès libre et accessibles à tous les âges et à tous niveaux.

## Compétitions
En 2018, Red Bull et Velosolutions organisent le premier championnat du monde officieux Red Bull pump track, dans la discipline du Vélo tout terrain (VTT), l'une des huit disciplines reconnues par l'Union cycliste internationale (UCI). Les Suisses David Graf et Christa von Niederhäusern sont sacrés.
En 2019, l'UCI reconnait officiellement les championnats du monde de pump track et met en place des règlements pour la discipline. Les premiers mondiaux UCI ont lieu le 19 octobre au Swiss Bike Park de Köniz-Oberried près de Berne en Suisse. Les Américains Payton Ridenour et Tommy Zula sont les premiers titrés.

## Galerie

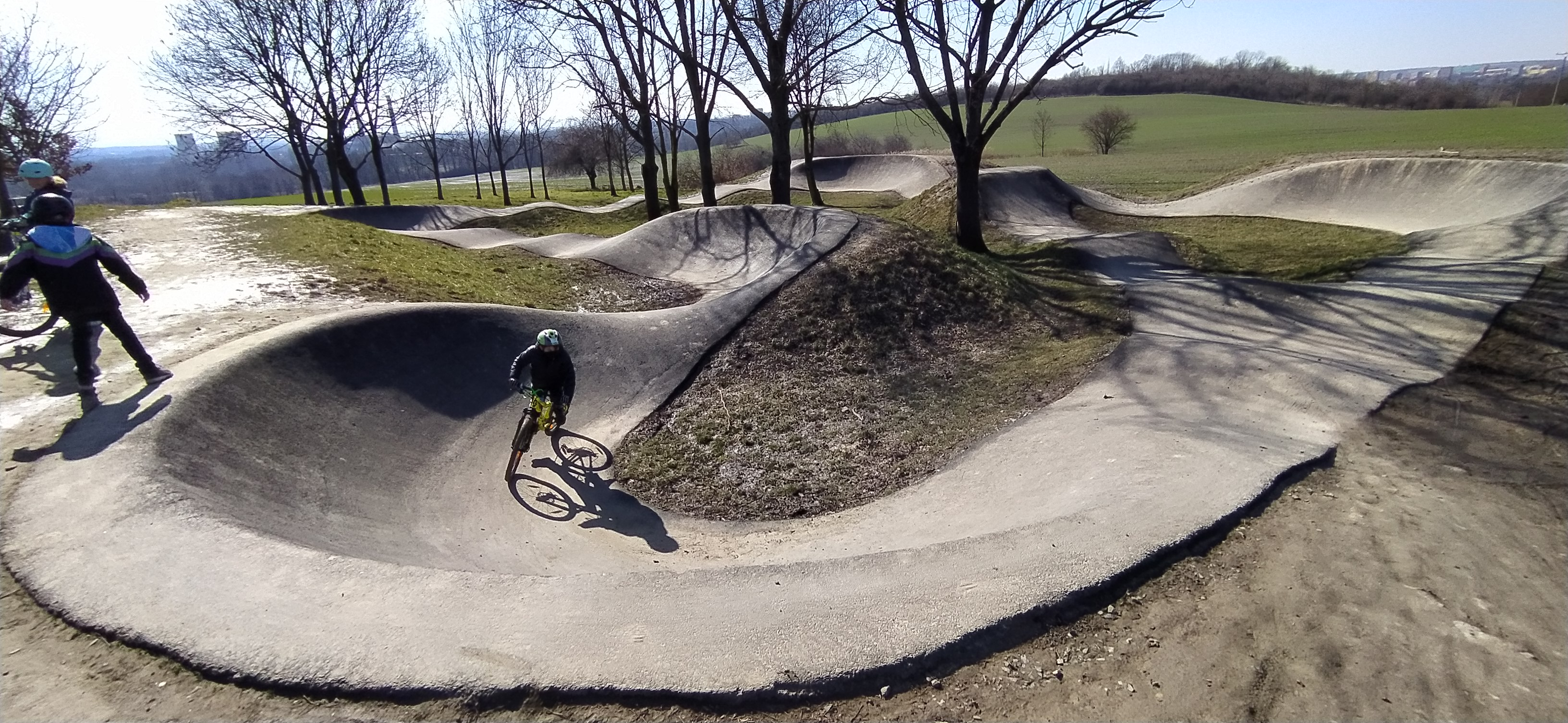
Pump track à Ostrava (République tchèque).
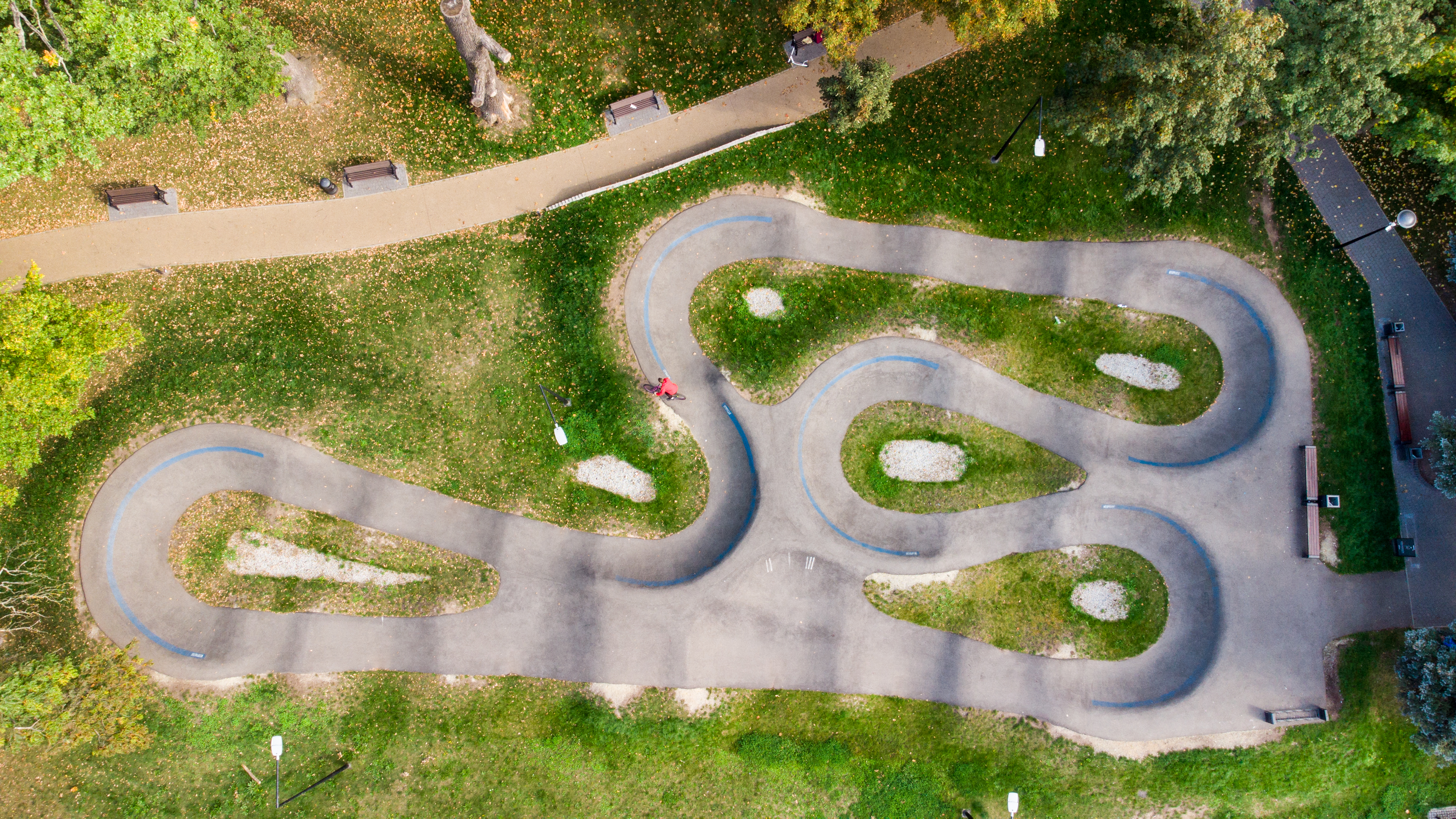
Pump track à Krosno Odrzańskie (Pologne).
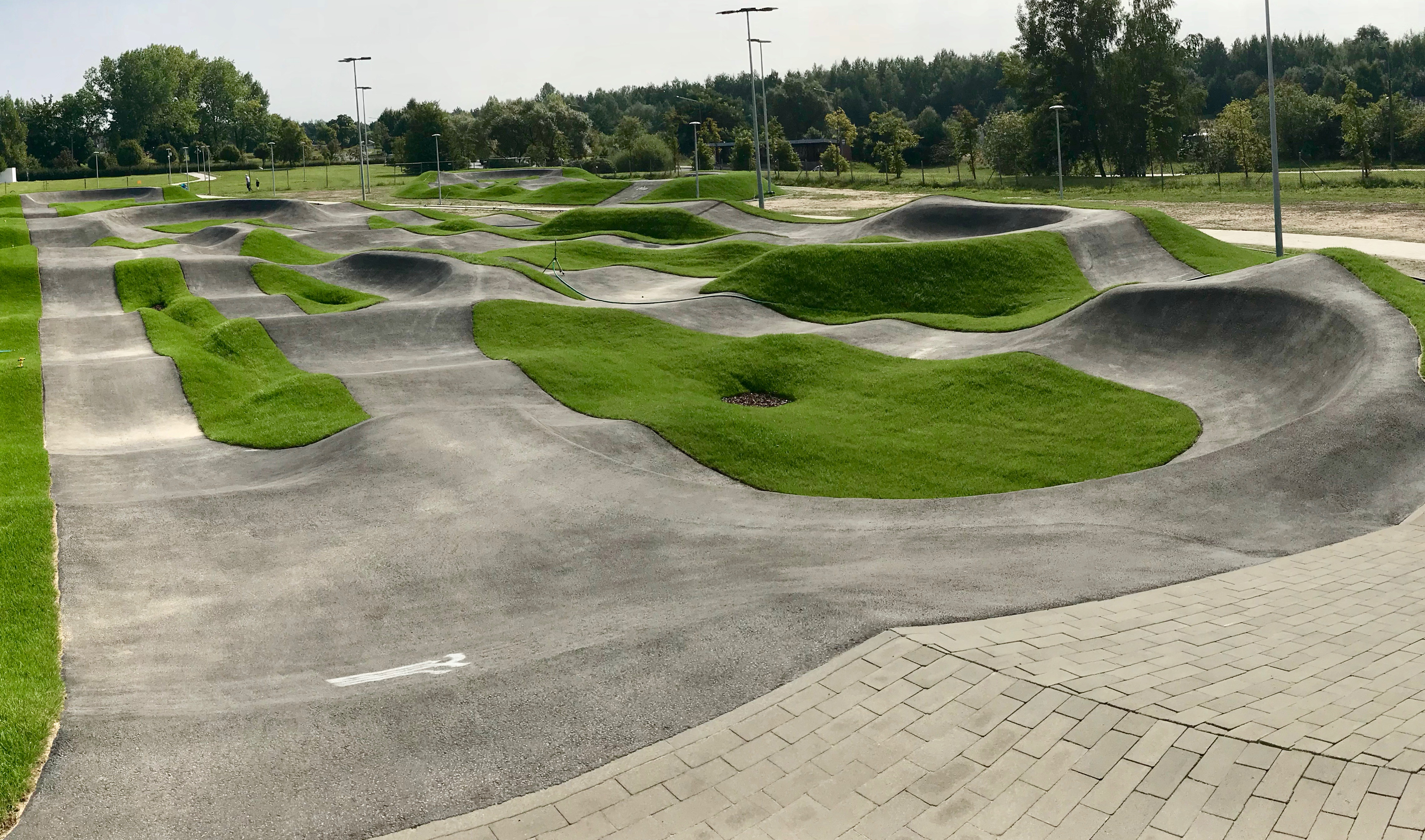
Pump track à Bełchatów (Pologne).
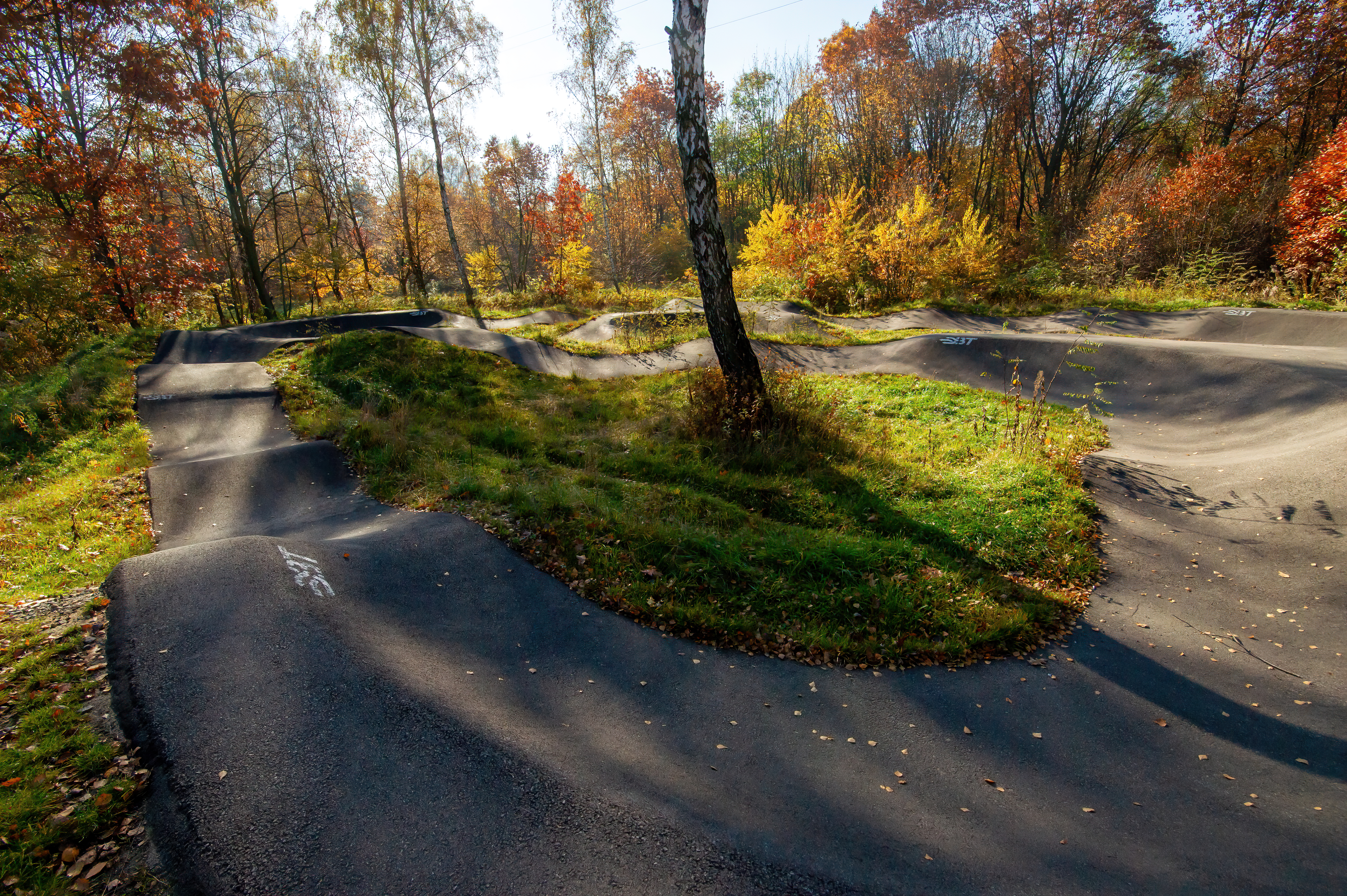
Pump track à Sosnowiec (Pologne).
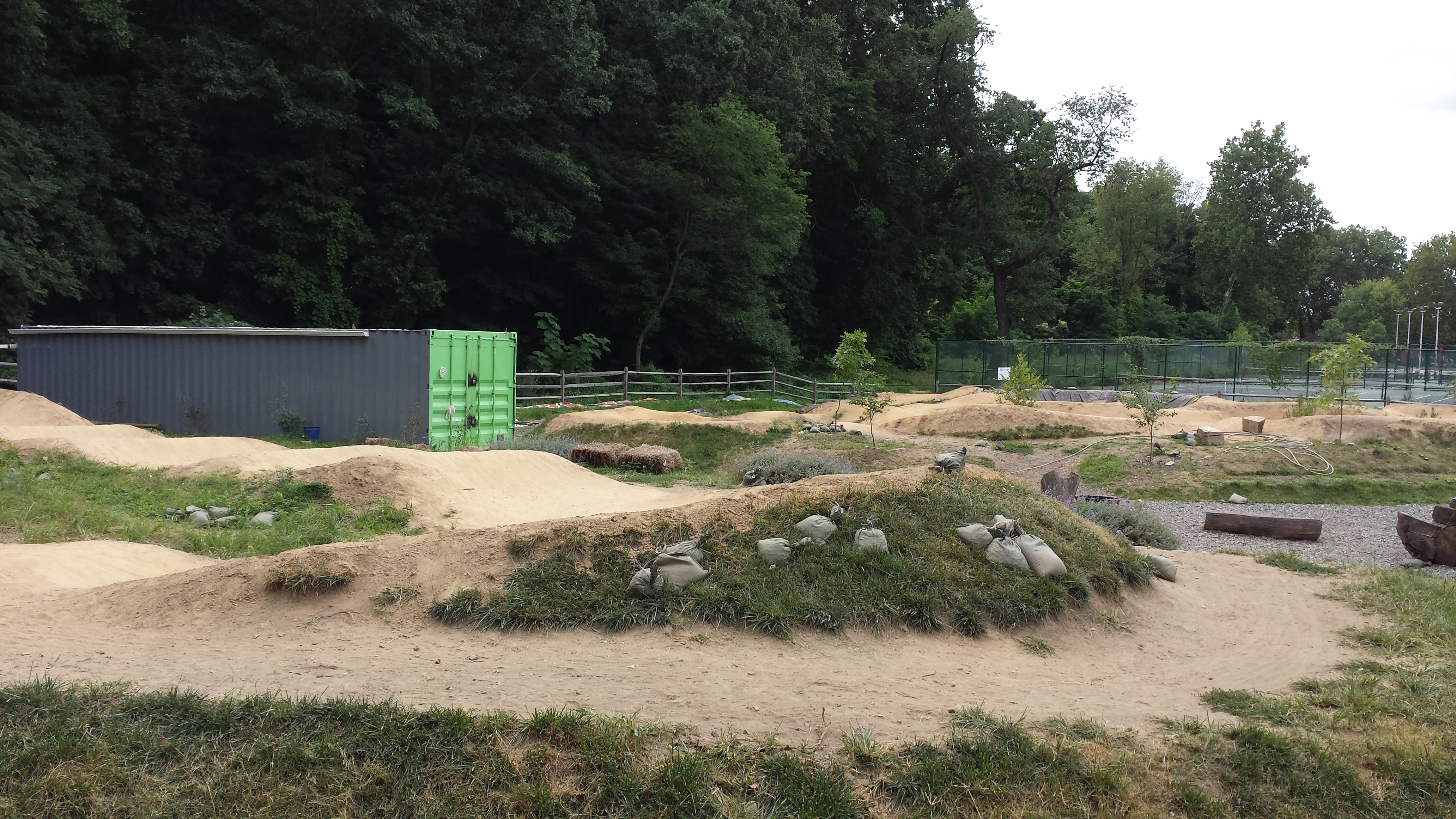
Philly Pumptrack à Philadelphie (Pennsylvanie, USA).
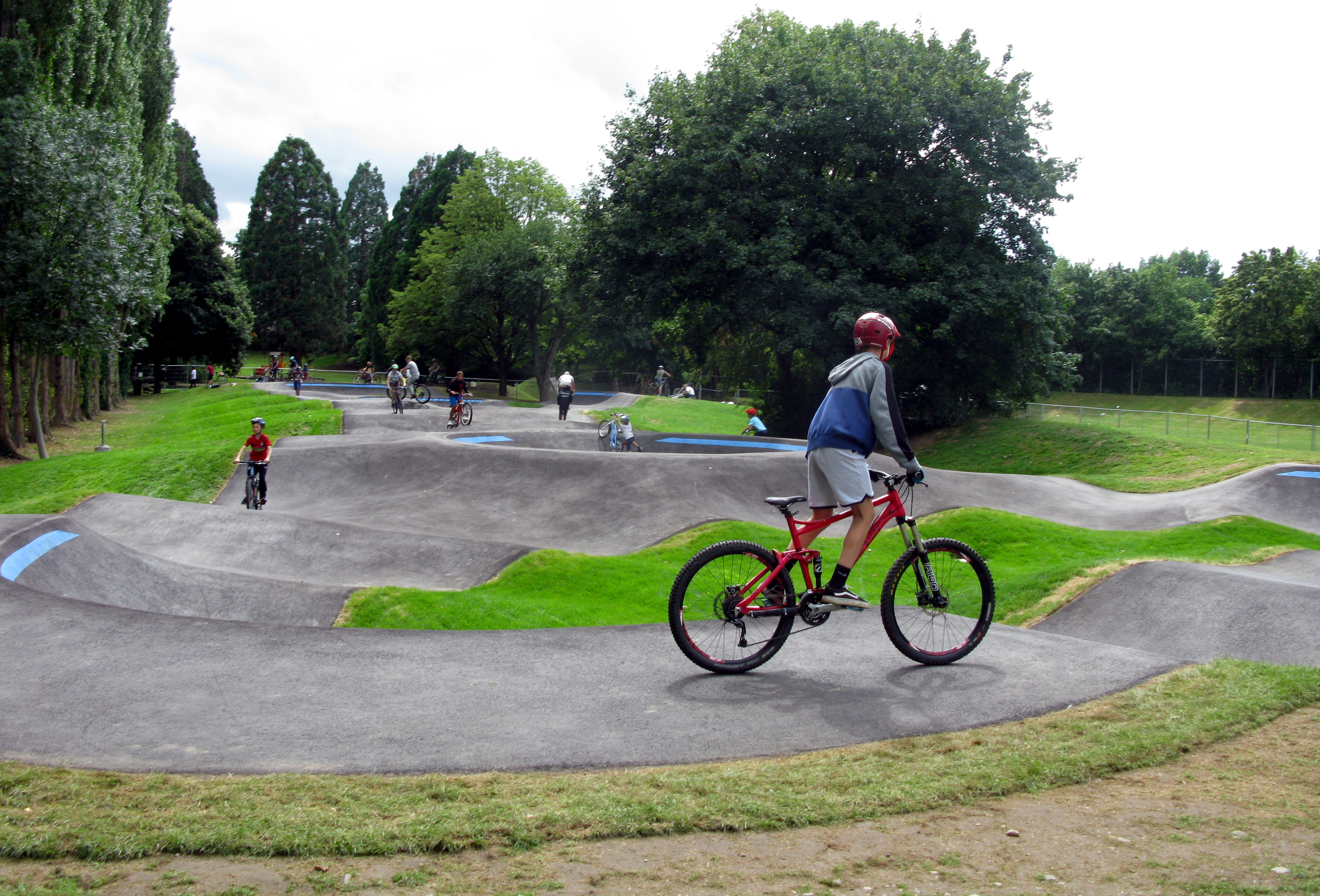
Pump track à Fribourg-en-Brisau (Allemagne).
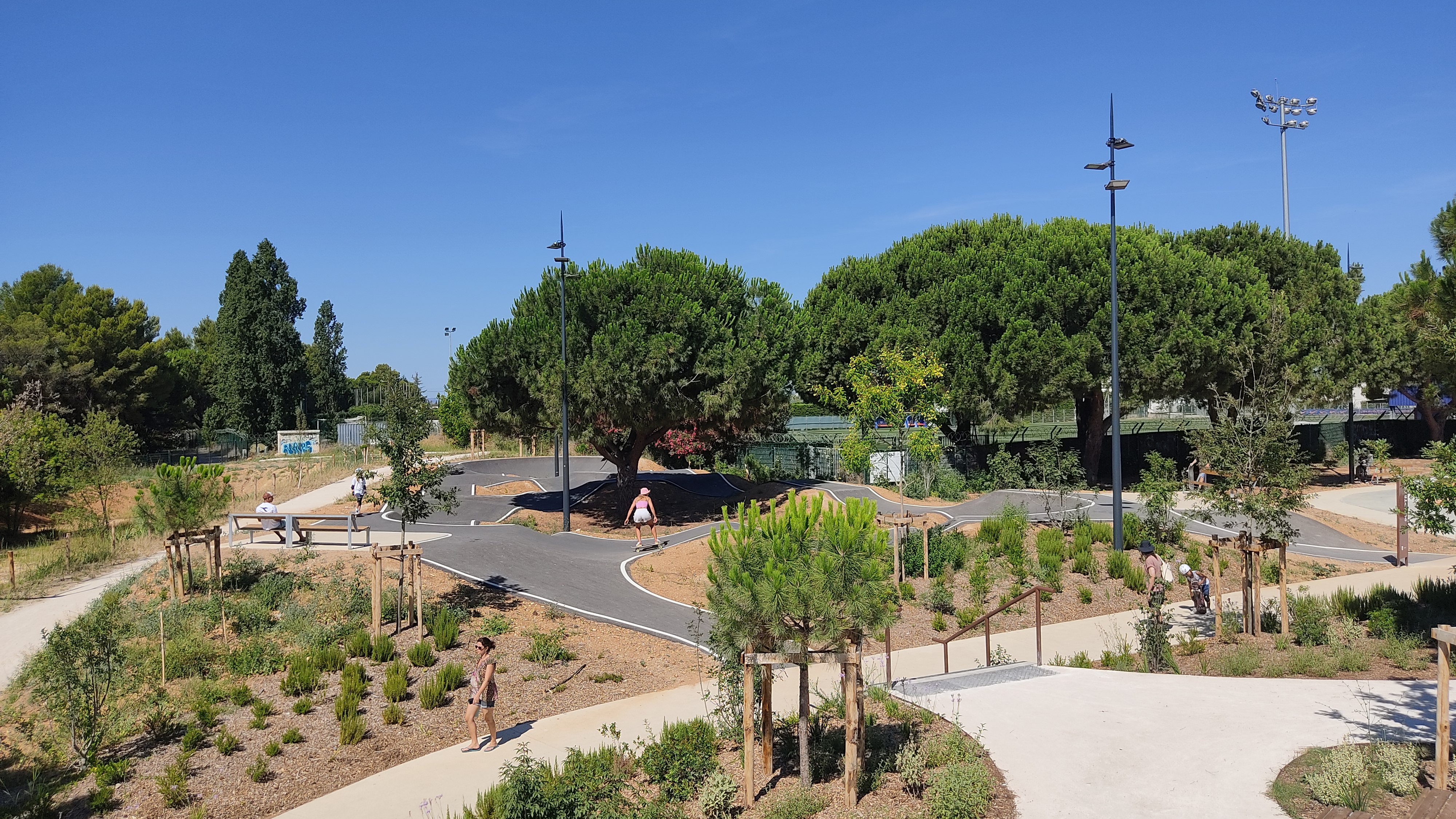
Pump track à Montpellier (France).
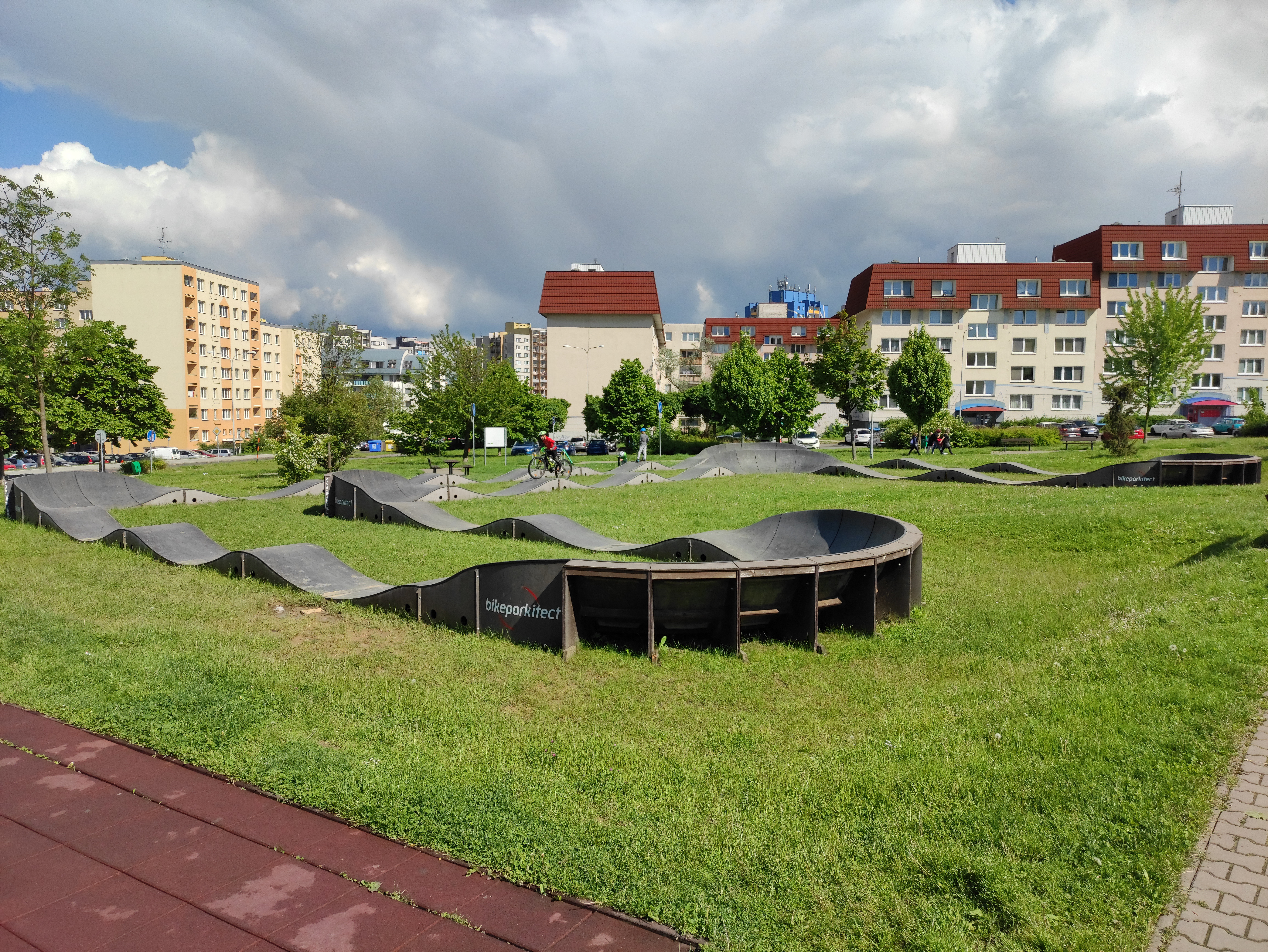
Pumptrack démontable et transportable
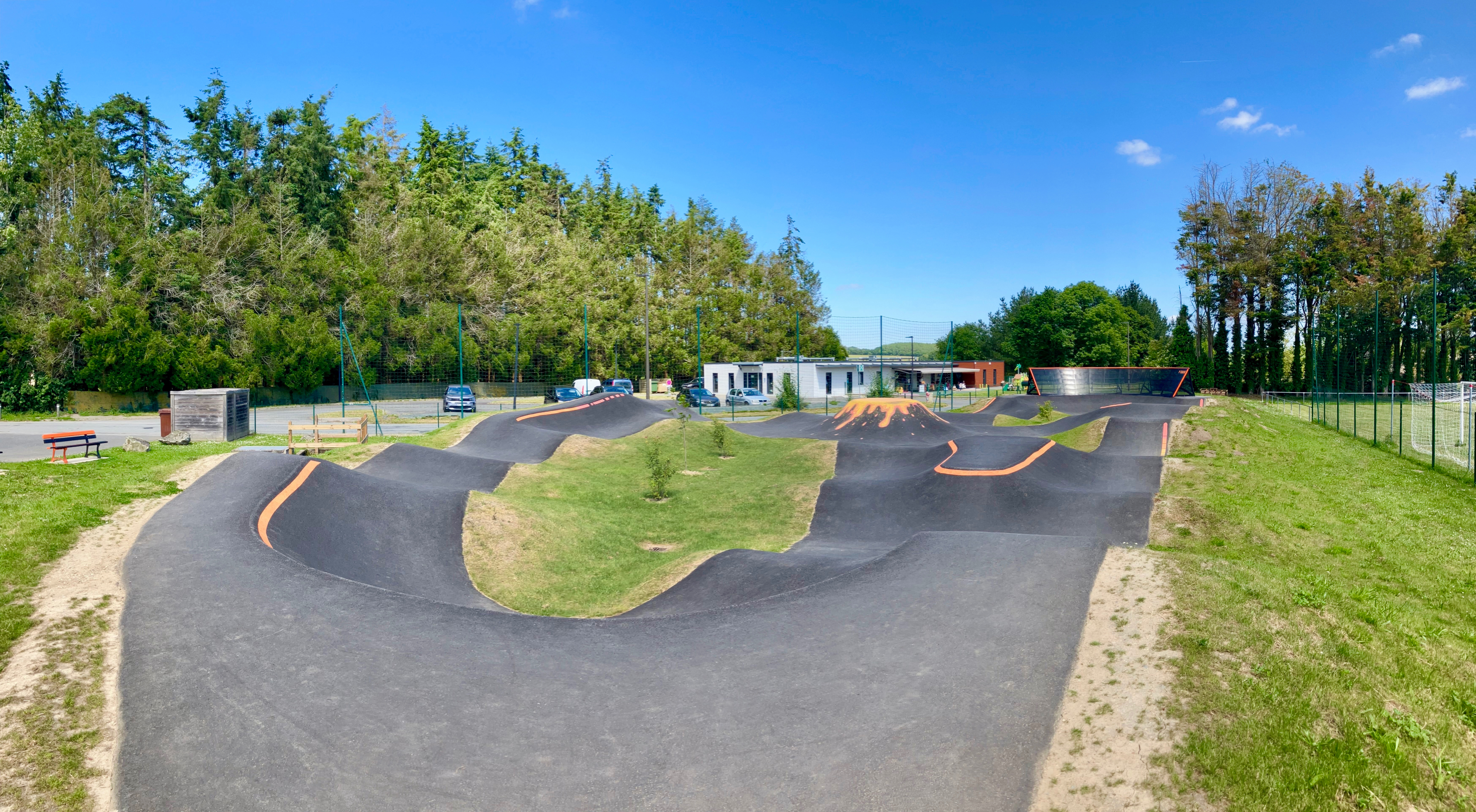
Le pump track de Corseul en Côtes-d'Armor.
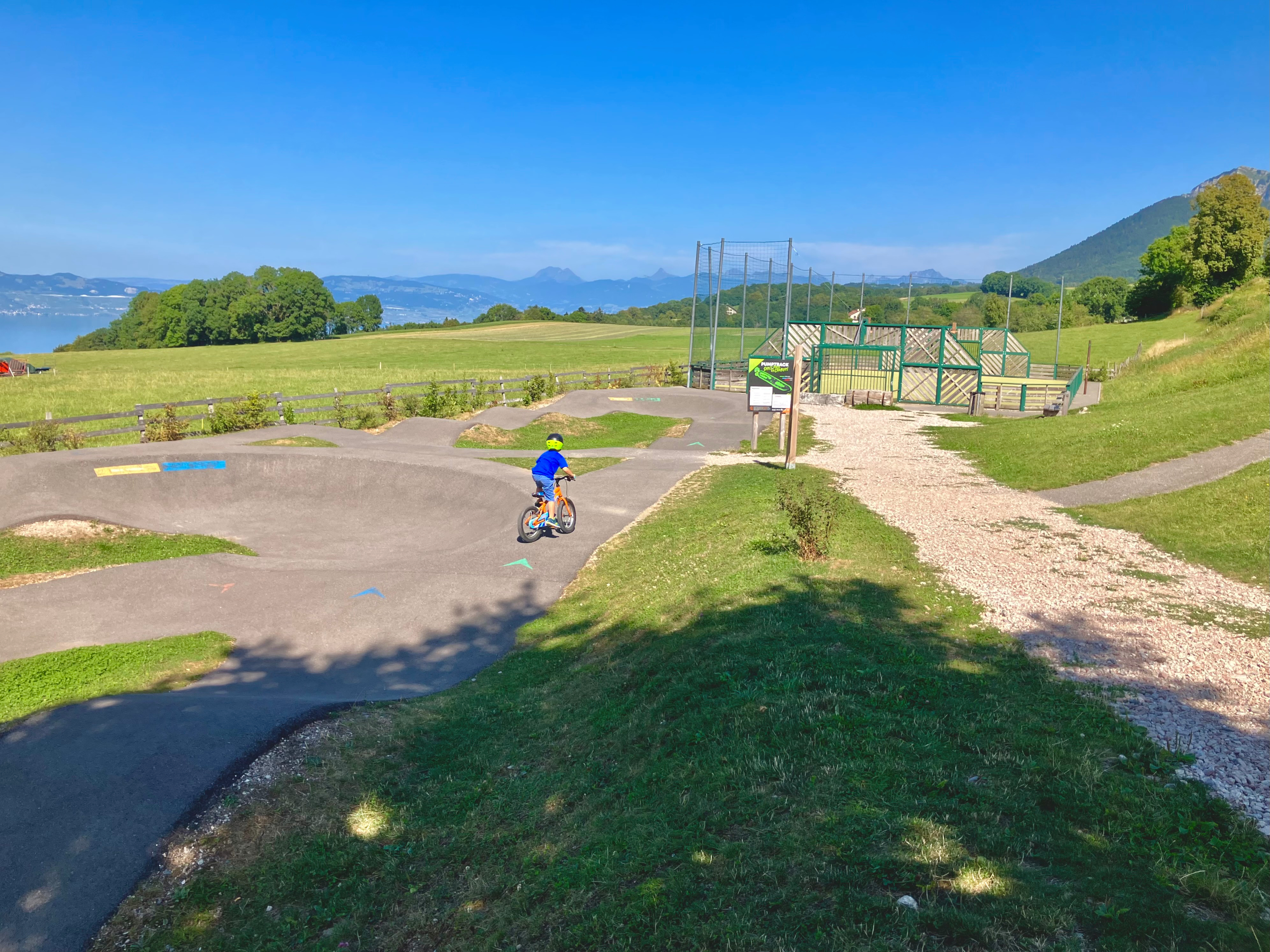
Le pump track …
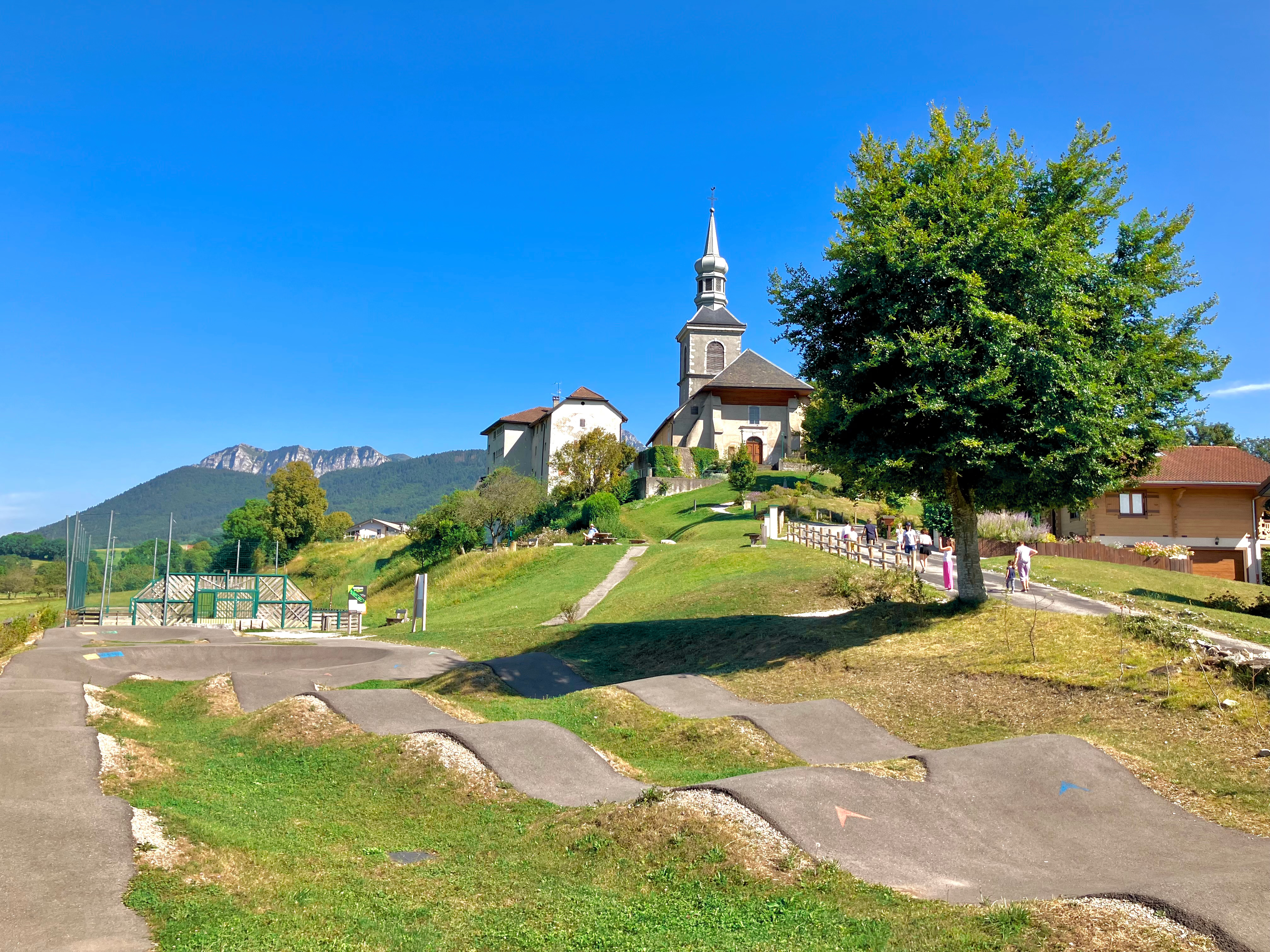
… de Saint-Paul-en-Chablais…
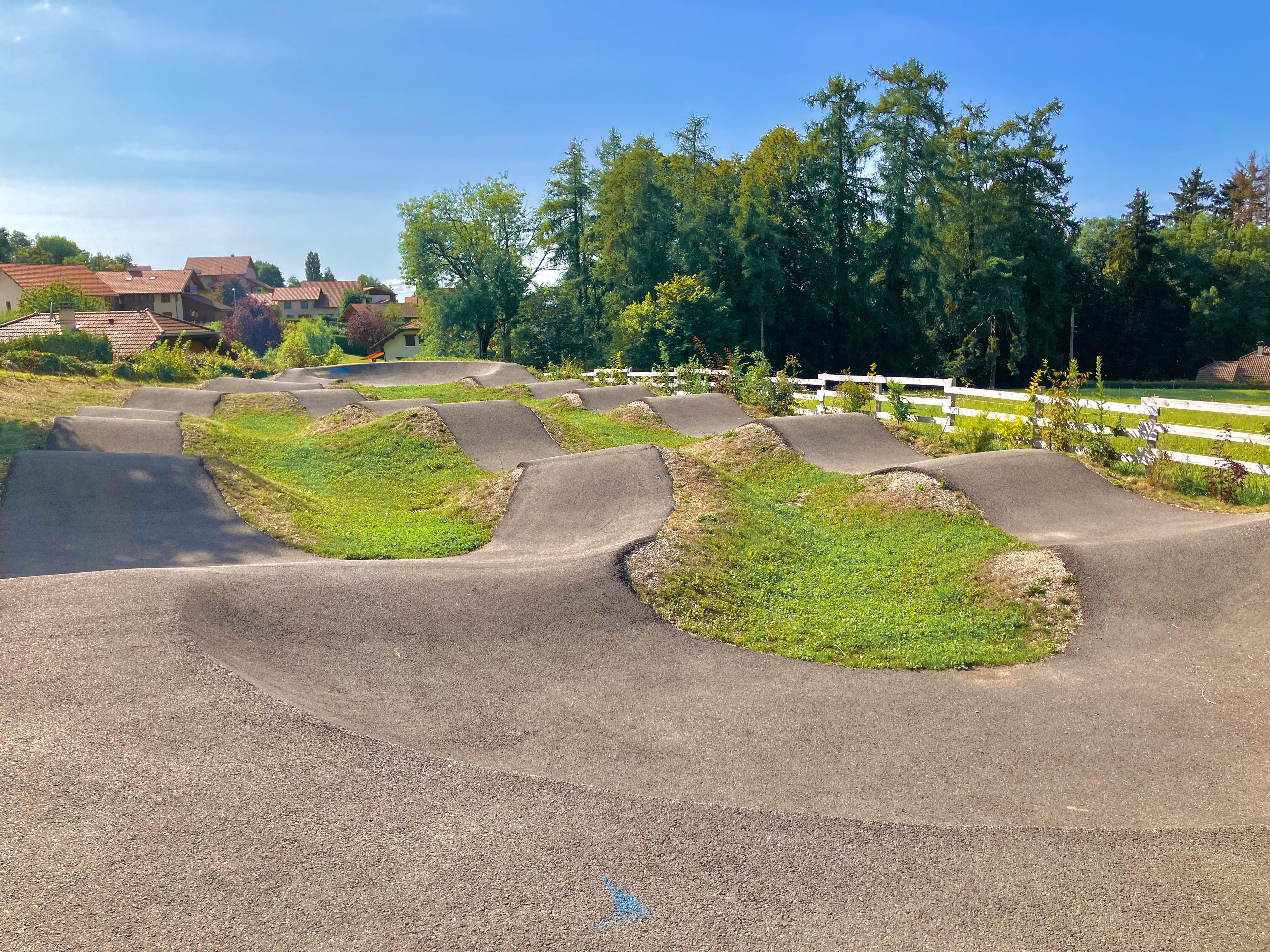
… en Haute-Savoie.